# 海頓山
海頓山（英語：Mount Hayton），是南極洲的山峰，位於維多利亞地的彭內爾海岸，屬於康科德山脈中東石英山脈的一部分，海拔高度2,240米，由新西蘭探險隊命名，現時由南極條約體系管理。

## 外部連結
. . United States Geological Survey.   [2012-06-03].
72°3′S 165°12′E / 72.050°S 165.200°E